# Ferdinand Larsen
Jens Vilhelm Ferdinand Larsen (4. september 1830 i København – 22. oktober 1892 sammesteds) var en dansk litograf og fotograf.
Han var søn af overskærermester Lars Peter Larsen (1788-1865) og Christiane Brodersen (1795-1879). Han lærte litografien i Bing & Ferslews stentrykkeri, tegnede hos portrætmaler Christian Ludvig Knutzen og besøgte Kunstakademiets skoler indtil gipsskolen 1842-52. Senere arbejdede han hos Em. Bærentzen & Co. og siden i Det Hoffensbergske Etablissement. Som så mange andre af den tids grafikere satsede han også på fotografiet, lærte teknikken hos fotografen Hermann Ohm i begyndelsen af 1860'erne og drev fotografisk atelier i København fra 1864 til ca. 1869. 
Blandt hans arbejder kan nævnes en del blade af værket Billeder fra Land og Sø (begyndt 1869) og flere store farvetryksbilleder, hvoriblandt Sundet ved Kronborg efter Carl Neumann, København fra søsiden efter Vilhelm Melbye, Parti ved Gammel Strand efter Heinrich Hansen, og han udstillede til stadighed, så længe han levede. Han har tillige udstillet nogle pennetegninger og vandfarvebilleder.
Larsen blev gift 28. oktober 1856 i København med Marie Christine Sørensen (22. oktober 1838 smst. -15. maj 1878 smst.), datter af arbejdsmand, senere formand på Toldboden Christian Sørensen (1797-1863) og Dorthea Larsen (1805-1876). 
Han er begravet på Holmens Kirkegård.

## Værker
- Farvelitografier til værket: Billeder fra Land og Sø efter danske Landskabsmalere (påbegyndt 1869)
- 42 litografier i mappe efter motiver bl.a. tegnet af H. Holm, P. Lund. Johan Jochum Reinau og ham selv (ca. 1870, Den Kongelige Kobberstiksamling)
- Udførte desuden litografier efter samtidige maleres landskaber og portrætter, såsom F. Rohde, Godfred Christensen, Carl Neumann, Otto Bache og Vilhelm Melbye (Det Kongelige Bibliotek)
- Tegninger og akvareller med københavnske motiver (Københavns Museum)
- Udsigt over Sundet fra Skodsborg (1882, Rudersdal Museer)
- Eremitageslottet i Klampenborg (Vejlemuseerne)
- Fra Rosenborg Have (Randers Kunstmuseum)

Desuden repræsenteret på Øregaard Museum